# Irlandzcy posłowie do Parlamentu Europejskiego 2014–2019
Irlandzcy posłowie VIII kadencji do Parlamentu Europejskiego zostali wybrani w wyborach przeprowadzonych 23 maja 2014.

## Lista posłów
Wybrani z ramienia Fine Gael
- Deirdre Clune
- Brian Hayes
- Seán Kelly
- Mairead McGuinness

Wybrani z ramienia Sinn Féin
- Lynn Boylan
- Matt Carthy
- Liadh Ní Riada

Wybrany z ramienia Fianna Fáil
- Brian Crowley

Wybrani jako kandydaci niezależni
- Nessa Childers
- Luke Flanagan
- Marian Harkin